# Wilhelm-Friedemann-Bach-Haus

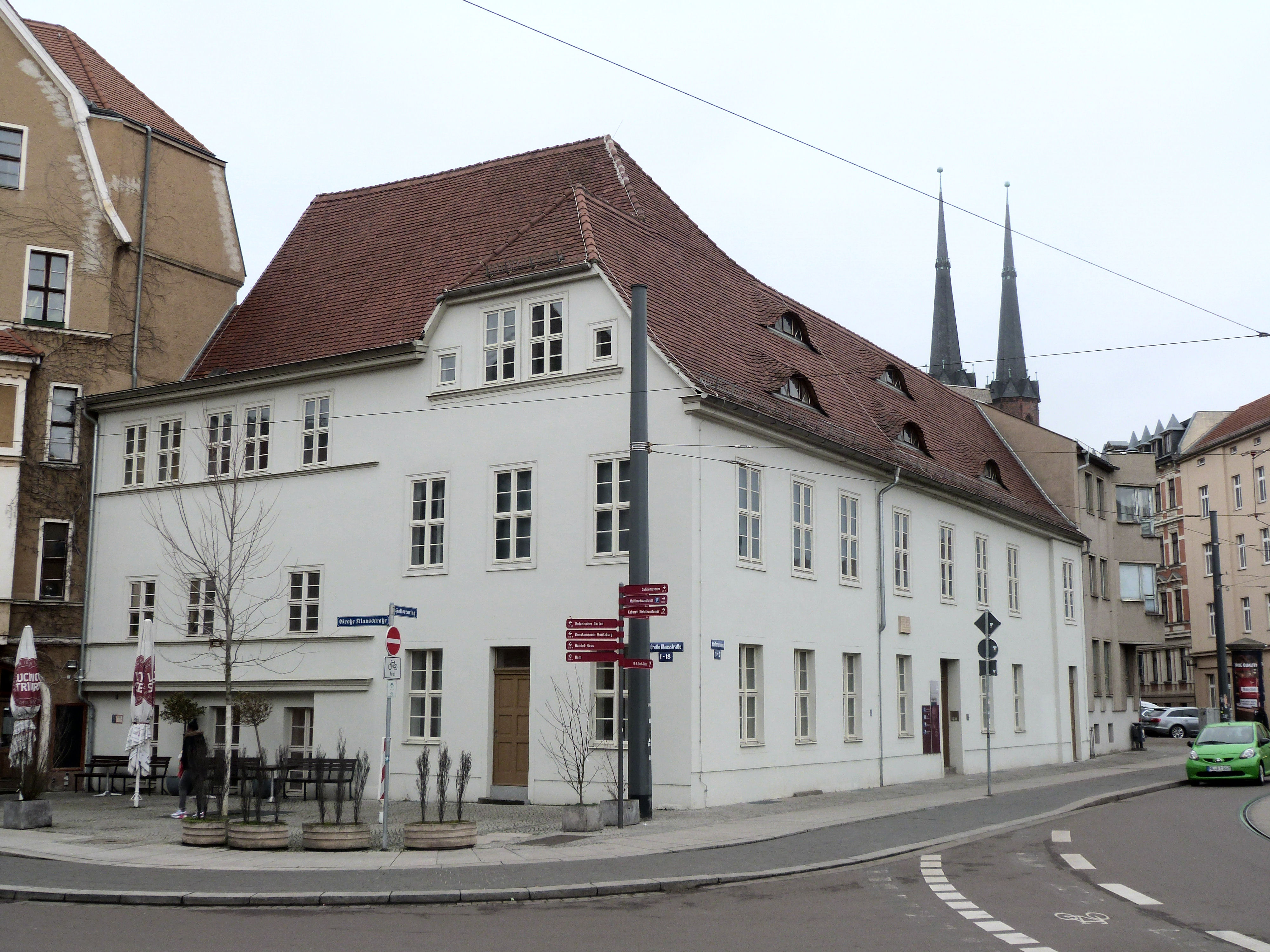
Wilhelm-Friedemann-Bach-Haus

Im Wilhelm-Friedemann-Bach-Haus in Halle (Saale) – einem Wohnhaus des Komponisten Wilhelm Friedemann Bach – präsentiert die Stiftung Händel-Haus seit dem 30. Mai 2012 die Ausstellung „Musikstadt Halle“, die die Musikgeschichte der Saalestadt anhand überregional bedeutender Persönlichkeiten des hallischen Musiklebens darstellt.

## Das Gebäude Große Klausstraße 12

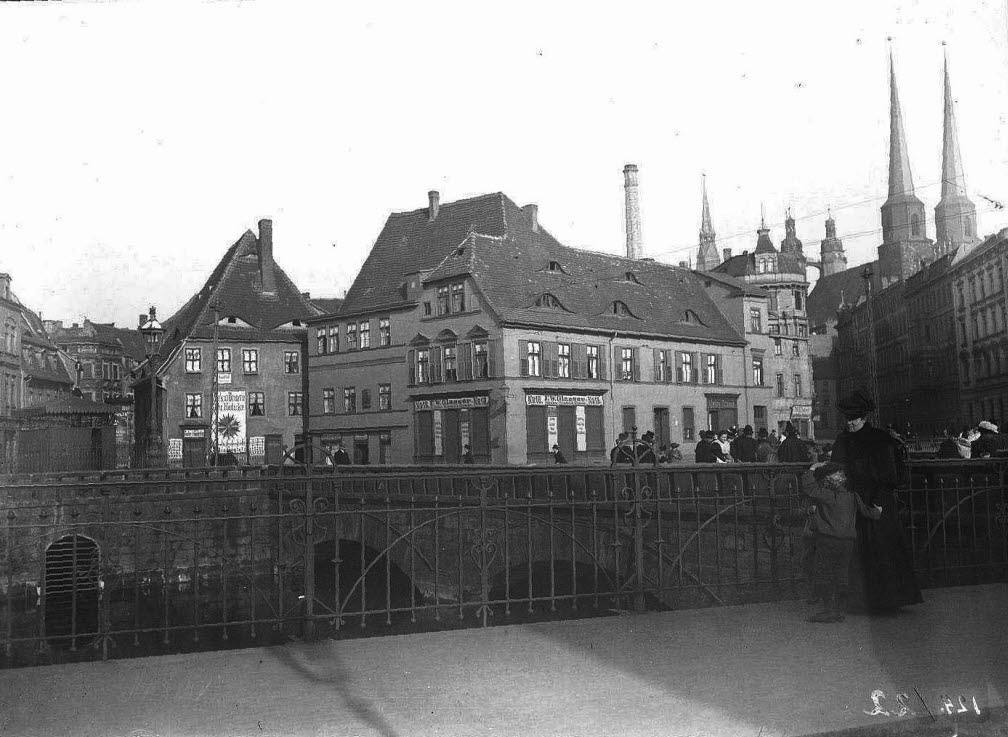
Die damalige Große Klausstraße 18 um 1900, Foto: Gottfried Riehm

Wilhelm Friedemann Bach, der von 1746 bis 1764 als Musikdirektor und Organist an der Marktkirche Unser Lieben Frauen wirkte, zog im Jahre 1762 oder 1763 von seiner ersten nachweisbaren Wohnung in der Großen Nikolaistraße in ein „Quartier der Clausbadstube“ um. Dieses 1554 errichtete Badehaus  einschließlich Haus, Hof und Garten befand sich auf dem Eckgrundstück der heutigen Großen Klausstraße 12. Bis Mitte des 18. Jahrhunderts war das Grundstück im Besitz der Innung der Bader. Eine Darstellung des Hauses aus dem 18. Jahrhundert ist nicht bekannt und es ist auch nicht bekannt, in welchem Gebäudeteil sich die Wohnung Bachs befand, wie auch die Lage der Badestube nicht mehr exakt zu bestimmen ist.
Von dem Mitte des 16. Jahrhunderts in Fachwerkbauweise ausgeführten Eckgrundstück ist heute nur noch der zur Großen Klausstraße gelegene Flügel des Hauses mit Keller, Erdgeschoss und erstem Obergeschoss mit Bohlenstube erhalten. Der zur Saale hin liegende Teil wurde 1834 wegen Baufälligkeit abgerissen und ein Neubau entlang des heutigen Hallorenrings errichtet. Mit Beginn der Hausnummerierung innerhalb der einzelnen Straßen im Jahre 1855 erhält das Grundstück mit der Nr. 883 die Bezeichnung Große Klausstraße 18, erst Mitte der 1980er Jahre wechselt es auf Nummer 12. Im 19. und 20. Jahrhundert folgten weitere Umbauten. 1874 wurde am alten Teil des Hauses, dem Renaissanceflügel zur Großen Klausstraße, ein 2. Obergeschoss errichtet, das den Charakter des Hauses wesentlich veränderte. Das alte steile Dach mit Gaube und Dachfenster blieb jedoch erhalten. 
Im 19. und 20. Jahrhundert waren in dem Eckhaus unter anderem ein Lebensmittelgeschäft, eine Schankwirtschaft, ein Putzgeschäft, ein Barbiergeschäft wie auch der Gasthof „Zum goldenen Hahn“ untergebracht. Zwischen den 1940er und 1980er Jahren erfolgten keine weiteren Investitionen, so dass Mitte der 1980er Jahre ein hoher Sanierungsbedarf bestand. 1987 bis 1989 erfolgte eine erste grundlegende Sanierung, u. a. des Daches und der rückwärtigen Holzgalerie. In den Jahren 2009 bis 2012 fand die denkmalgerechte Sanierung durch die Hallesche Wohnungsgesellschaft mbh (HWG) statt, in deren Eigentum sich das Haus befindet.

## Ausstellungen

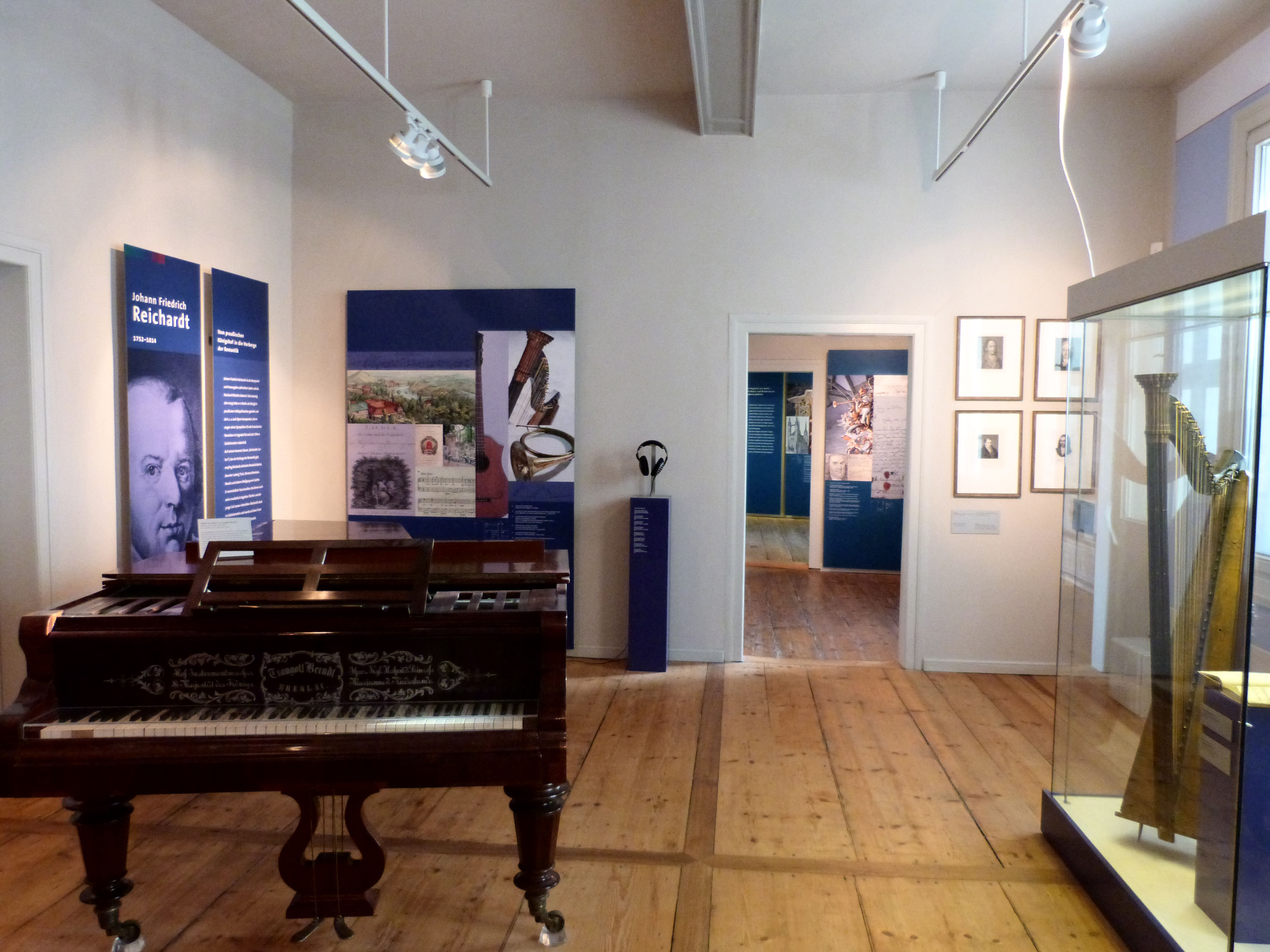
Ausstellungsraum

In der Ausstellung „Musikstadt Halle“ im ersten Obergeschoss werden sieben Komponisten des 16. bis 19. Jahrhunderts in einzelnen Ausstellungsräumen gewürdigt:
Samuel Scheidt, Georg Friedrich Händel, Johann Sebastian und Wilhelm Friedemann Bach, Johann Friedrich Reichardt, Carl Loewe und Robert Franz. Aus Platzgründen musste das 20. Jahrhundert außer Acht gelassen werden.
Die Ausstellung „Hausmusik in Halle“ mit der Präsentation historischer Musikinstrumente des 18. und 19. Jahrhunderts, die rekonstruierte Bohlenstube aus dem 16. Jahrhundert wie auch der Salon Robert Franz, der für Veranstaltungen genutzt wird, ergänzen die Angebote des Hauses. Ein weiterer Raum im Erdgeschoss ist der Baugeschichte des Hauses gewidmet.

## Sonstiges
Das Wilhelm-Friedemann-Bach-Haus ist Sitz des Landesmusikrates Sachsen-Anhalt e. V. 
und von Mitteldeutsche Barockmusik e. V.